# Disney Club (México)
Disney Club fue un bloque emitido por Azteca 7 de México, propiedad de TV Azteca. Comenzó a emitirse en el mes de febrero de 1999 por el mencionado canal, inicialmente se emitía de lunes a viernes de 15:00 a 17:00 y los sábados de 8:00 a 10:00, en sus últimos años estuvo en programación los sábados de 9:00 a 12:00. Las primeras series que fueron emitidas dentro del programa fueron Doug, Recreo, Pepper Ann, Timón y Pumba, Los 101 Dálmatas: La Serie, Chip y Dale al rescate y La Tropa Goofy. También transmitió series de acción real de Disney Channel de los años de la década de los 2000, entre estas series destacan Es tan Raven, Zack y Cody: Gemelos en acción, Hannah Montana y Los Hechiceros de Waverly Place. A finales de 1999, el programa se dejó de emitir entre semana y pasó a emitirse solo los sábados. 
De 2006 hasta septiembre de 2014, fue conducido por Maro Sandoval y María José Castro. De 2014 a 2016, fue conducido por Guillermo Aponte Mille, Ahichell Sánchez, Dali González, Seidy Bercht y Yojath. En 2014 se estrenó en Disney Club la producción original de Disney Channel Latinoamérica, Violetta, emitiendo 2 capítulos todos los sábados, la serie se emitió desde septiembre de 2014 hasta febrero de 2015. 
El bloque salió del aire el 2 de julio de 2016, debido a una reestructuración de programación en Azteca 7. En sus últimos meses, el programa ya no presentaba contenido original de Disney, sino series realizadas por sus subsidiarias Marvel y Lucasfilm.
En un principio el bloque fue emitido por Canal 5 de Televisa en el periodo de 1995-1997, donde fue emitido como Club Disney de México.

## Series emitidas
Desde 1999 a 2016, dentro de Disney Club se ha emitido varias series, entre algunas:
- Recreo (1999-2007)
- Timón y Pumba (1999-2012)
- Pepper Ann (1999-2001)
- Doug (1999-2001)
- Los 101 Dálmatas: La Serie (1999-2001)
- Chip y Dale al Rescate (1999)
- Disney Comics (1999)
- La Tropa Goofy (1999)
- Sabrina, la Brujita (2001-2004)
- Manny a la Obra (2009-2010)
- Los sustitutos (2009-2014)
- Lloyd del Espacio (2002-2003)
- Dave, el bárbaro (2004-2005)
- Lilo y Stitch (2004-2012)
- Kim Possible (2004-2005)
- Es tan Raven (2007-2010)
- Zack y Cody: Gemelos en acción (2007-2010)
- Las Nuevas Locuras del Emperador (2008-2011)
- Jake Long: El Dragón Occidental (2007-2012)
- Hannah Montana (2008-2012)
- Los Hechiceros de Waverly Place (2008-2012)
- Las aventuras de Winnie Pooh (2006-2009)
- Phineas y Ferb (2010-2016)
- JONAS (2010-2011)
- Sunny, entre estrellas (2010-2011)
- Kick Buttowski: Medio doble de riesgo (2012-2014)
- Pecezuelos (2013-2016)
- Los Vengadores: Los Héroes más poderosos del planeta (2013-2015)
- Ultimate Spider-Man (2013-2016)
- Los Vengadores Unidos (2014-2016)
- Violetta (2014-2015)
- Gravity Falls  (2016)
- Star Wars: The Clone Wars (2016)
- Star Wars Rebels (2016)